# Wyndham-East Kimberley Shire
Wyndham-East Kimberley är en kommun (Shire) i regionen Kimberley i Western Australia. Kommunen har en area på 112 023 km² och en befolkning på 7 799 enligt 2011 års folkräkning. Drygt hälften av befolkningen bor i huvudorten Kununurra. Andra större orter är Kalumburu, Oombulgurri och Wyndham.